# کازی، نیومکزیکو
کازی (به انگلیسی: Causey) یک روستا در ایالات متحده آمریکا است که در شهرستان روزولت، نیومکزیکو واقع شده‌است. کازی ۸٫۰ کیلومتر مربع مساحت و ۱۰۴ نفر جمعیت دارد و ۱٬۲۴۳ متر بالاتر از سطح دریا واقع شده‌است.